# Pancreatite acuta
La pancreatite acuta è una flogosi acuta del pancreas, si manifesta rapidamente e al contrario della pancreatite cronica, salvo esiti di lesioni necrotiche, consente la piena restitutio ad integrum. Nella maggior parte dei casi la causa del danno alla ghiandola è l'auto-digestione dello stesso da parte degli enzimi pancreatici.

## Epidemiologia
Il picco di incidenza si ha dai 40 agli 80 anni, con un valore stimabile in circa 5-6 casi ogni 100 000 persone all'anno in Italia.
La forma biliare è più frequente nelle donne, mentre la forma alcolica predomina negli uomini.

## Anatomia patologica
A seconda del danno tissutale la pancreatite può essere classificata secondo due modalità, significativamente diverse in termini di prognosi:
- pancreatite edematosa (o pancreatite interstiziale): forma lieve, caratterizzata da infiammazione con aumento del volume ghiandolare, in cui la necrosi tissutale, se presente, è comunque parcellare ed il danno è dovuto più all'attivazione del sistema immunitario. Possono tuttavia coesistere minime aree di necrosi parenchimale o peripancreatica. In linea di principio è totalmente reversibile, senza danni permanenti al pancreas o con minimi esiti di fibrosi;
- pancreatite necrotico-emorragica: forma grave in cui, oltre all'infiammazione, predomina una necrosi pancreatica e peripancreatica più o meno estesa con distruzione anche dei vasi pancreatici (portando il paziente allo sviluppo di rischio di trombosi). Evenienza temibile è il danno multi-organo (MODS) per l'attivazione degli enzimi pancreatici, con possibile sviluppo di SIRS (Sindrome da Risposta Infiammatoria Sistemica). La guarigione è molto più lenta rispetto alla forma edematosa e gli esiti molto più evidenti, con formazione prima di tessuto di granulazione e successivamente di cavità pseudocistiche, con compromissione più o meno importante della funzione pancreatica.

## Classificazione
Nel corso dei tempi sono state proposte numerose classificazioni, fra cui, in ordine cronologico, quella di Scuro (1988) Marsiglia-Roma (1988) e di Atlanta (1992).
In clinica è necessario distinguere le forme cliniche in lievi e gravi perché dal punto di vista diagnostico, prognostico e terapeutico sono molto diverse. Si usano appositi score e tra i più importanti vi sono:
- criteri di Ranson
- criteri APACHE II (utilizzati per i pazienti critici in terapia intensiva)
- criteri di Glasgow
- criteri di Balthazar (usati per valutare le immagini TAC)

### Criteri di Ranson
| all'ingresso                   | entro 48 ore. La loro validità a 48 ore ne riduce l'applicazione nella pratica clinica. |
| ------------------------------ | --------------------------------------------------------------------------------------- |
| età > 55 anni                  | diminuzione dell'ematocrito di almeno il 10%                                            |
| globuli bianchi >16000/mm cubo | aumento dell'azotemia > 5 mg/dl                                                         |
| LDH >350 U/l                   | Ca tot <8 mg/dl                                                                         |
| AST >250 U/l                   | PaO2 < 60 mmHg                                                                          |
| glicemia > 200 mg/dl           | deficit di basi >4 mEq/l                                                                |
|                                | deficit di liquidi > 6 l                                                                |

- punteggio 3-5: mortalità del 10%; punteggio >6 mortalità >50%

ovvero:
- punteggio 0-2: mortalità del 2%
- punteggio 3-4: mortalità del 15%
- punteggio 5-6: mortalità del 40%
- punteggio >7: mortalità > 50%

### Criteri APACHE II
| categoria                  | fattore                   |
| -------------------------- | ------------------------- |
| Variabili fisiologiche (A) | PO2                       |
|                            | temperatura corporea      |
|                            | frequenza cardiaca        |
|                            | frequenza respiratoria    |
|                            | PCO2                      |
|                            | [Na+]                     |
|                            | [K+]                      |
|                            | creatinina                |
|                            | ematocrito                |
|                            | globuli bianchi           |
|                            | [HCO3-]                   |
|                            | pressione arteriosa media |
|                            | Glasgow Coma Scale        |
| età (B)                    |                           |
| patologie croniche (C)     | insufficienza d'organo    |
|                            | immunodeficienza          |
|                            | paziente in urgenza       |

- Il punteggio finale è la somma dei punteggi A, B e C.

### Criteri di Glasgow
| criterio                    |
| --------------------------- |
| eta >55 anni                |
| globuli bianchi > 15000/mm3 |
| LDH >600U/l                 |
| glicemia >180 mg/dl         |
| albumina <3,3 g/dl          |
| calcemia < 8 mg/dl          |
| PaO2 <60 mmHg               |
| PCR                         |
| APACHE II                   |

### Criteri di Balthazar
| descrizione                                                           | punti |
| --------------------------------------------------------------------- | ----- |
| pancreas indenne (A)                                                  | 0     |
| alterato volume pancreatico, altri tessuti indenni (B)                | 1     |
| alterati il pancreas e il tessuto adiposo peripancreatico (C)         | 2     |
| raccolta fluida peripancreatica (D)                                   | 3     |
| due o più raccolte fluide, gas nel pancreas o nei tessuti intorno (E) | 4     |

al punteggio così ottenuto aggiungere:
- zero punti se non c'è necrosi
- 2 se necrosi < 33%
- 4 se necrosi 33-50%
- 6 se necrosi > 50%

### Altri parametri da valutare

#### Grado di compromissione sistemica
- PAO <90 mmHg
- PaO2 <60 mmHg (insufficienza respiratoria acuta)
- creatinina >2 mg/dl (insufficienza renale)
- sanguinamento gastrointestinale >500 ml/24h

#### Presenza di complicanze locali
- necrosi
- ascessi
- pseudocisti pancreatiche (possono comprimere organi adiacenti o infettarsi; specie se grandi)

## Eziologia
Nel 75% l'eziologia è costituita da patologie di origine biliare:
- calcoli biliari (ostruzione diretta dei dotti secretori oppure ostruzione indiretta da edema o spasmo della papilla di Vater con reflusso di bile);
- Alcolismo cronico (20%);
- Ipertrigliceridemia (>500 mg/dL);
- Ipercalcemia;
- infezioni;
- anomalie congenite;
- idiopatica.

Nel 20% dei casi è dovuta ad alcolismo cronico attraverso meccanismi di danno indiretto (alterazioni della membrana cellulare; aumento di secrezione pancreatica; diminuzione degli inibitori secretori).
Gli altri fattori, individuati come responsabili del restante 5% dei casi sono:
- anomalie sistemiche di valori ematici, spesso congenite, come certe forme ipertrigliceridemia (6%), di iperparatiroidismo o ipercalcemia;
- cause meccaniche come ostruzione del dotto pancreatico principale, stenosi duodenale o occlusione dell'ansa afferente;
- traumatiche, soprattutto postoperatorie, possibili complicazioni di esami invasivi o interventi (soprattutto ERCP e interventi di colecistectomia);
- farmaci o sostanze tossiche;
- idiopatica (1%).

## Fisiopatologia
Il meccanismo di danno consiste nell'attivazione intraparenchimale degli enzimi digestivi che competono al pancreas cosiddetto esocrino; l'attivazione è dovuta alla fusione dei granuli di zimogeno (dove sono contenuti gli enzimi in forma di pro-enzimi) con i lisosomi.
La tripsina gioca un ruolo fondamentale, attivando i proenzimi inattivi in fosfolipasi ed elastasi. La fosfolipasi A, in presenza di piccole quote di sali biliari e di lisolecitina, produce le lesioni necrotizzanti tipiche della pancreatite. L'elastasi è in grado di digerire la parete dei vasi sanguigni ed è quindi implicata nella patogenesi delle lesioni emorragiche.
In seguito a questo processo si ha la risposta dell'organismo con l'attivazione delle chinine (mediante via estrinseca), del sistema del complemento, della coagulazione del sangue e dell'infiammazione.

## Clinica

### Sintomi e segni
I sintomi non sono costanti, ma il quadro classico è di estrema violenza.
Per primo compare il dolore, in genere di grande intensità, che raggiunge la sua massima espressione in un breve arco temporale, mantenendosi al livello più elevato anche per 48 ore. Esso si caratterizza per una tipica disposizione "a barra", ovvero con sede epigastrica e/o periombelicale irradiantesi agli ipocondri. Quando il dolore interessa anche il dorso con irradiazione ai fianchi si parla di disposizione "a cintura", tuttavia nelle forme più gravi il dolore si localizza indifferentemente su tutto l'addome. Nel tentativo di alleviare la sua sofferenza il paziente può assumere una caratteristica posizione antalgica, con tronco flesso in avanti e ginocchia rialzate, tuttavia nel corso delle crisi, specie nelle forme emorragiche, la sintomatologia algica può divenire tanto preponderante da parlare di "dramma pancreatico", secondo una definizione coniata da D. Giordano e da G. Dieulafoy.
Poi si manifesta l'addome disteso, scarsamente trattabile, ipoperistaltico, dolente alla palpazione. Compaiono chiazze cianotiche ed ecchimosi cutanee periombelicali (segno di Cullen) e sui fianchi (segno di Grey-Turner). Questi ultimi segni peggiorano notevolmente la prognosi.
Compaiono segni di confusione mentale, irrequietezza e delirio. Subittero o ittero, quando presenti, possono indicare una genesi biliare, oppure compressione coledocica da parte della testa del pancreas. La febbre inizialmente incostante, in seguito può indicare l'infezione dei focolai necrotici. Frequente è la tachicardia, dovuta ad ipovolemia. Inoltre si registrano episodi di tachipnea, nausea, vomito, versamento pleurico e dispnea, nelle prime fasi sono secondarie al dolore, all'acidosi, all'iperpiressia e tardivamente possono derivare da un'insufficienza respiratoria.

### Esami di laboratorio e strumentali
Oltre all'anamnesi e alla clinica sono da valutare gli esami di laboratorio:
- ricerca degli indici di flogosi: VES, PCR, fibrinogeno.
- glicemia per valutare il coinvolgimento del pancreas endocrino.
- dosaggio di amilasi e di lipasi pancreatica
- calcemia
- azotemia

La radiografia diretta dell'addome e del torace o l'esame delle prime vie digestive con pasto baritato risultano di scarsa utilità. Possono però identificare ileo adinamico e ansa sentinella.
L'ecografia è il primo esame strumentale da effettuare e ha una buona sensibilità diagnostica
La TAC rappresenta l'esame gold standard per la diagnosi e viene effettuata se l'ecografia non è dirimente, per eseguire un agoaspirato in caso di sospette raccolte infette o per fare una diagnosi differenziale con altre cause di addome acuto.
La risonanza magnetica ha il vantaggio di mostrare meglio l'aspetto del pancreas, ma con minore risoluzione spaziale. Inoltre grazie alla colangio-RM è possibile visionare in modo preciso eventuali ostruzioni dell'albero biliare.

## Trattamento

### Monitoraggio clinico
Nelle forme lievi sono monitorate pressione arteriosa, frequenza cardiaca, diuresi e temperatura corporea. Nelle formi gravi inoltre sono controllate pressione venosa centrale, saturazione arteriosa di ossigeno (>95%), frequenza respiratoria e stato di coscienza. Devono essere inoltre controllati glicemia, anche tramite la somministrazione di insulina, e il tasso di ematocrito (>25%), anche tramite emotrasfusioni.

### Terapia del dolore
Di solito si usano farmaci come la meperidina, il ketorolac (30 mg ogni 4-6 ore fino a 90 massimi) e il tramadolo (infusione continua). Se questi non sono sufficienti può rendersi necessaria l'instaurazione di un'anestesia.

### Controllo del bilancio idroelettrolitico
In questi pazienti è molto facile che si instauri un deficit idrico (per dispersione di liquidi nel retroperitoneo) che può portare all'insufficienza renale o a un peggioramento del quadro clinico.
Per prevenire ciò iniziare a infondere subito 300-500 ml/h di soluzione fisiologica o ringer lattato. Poi proseguire con 35 ml*kg/h per coprire il fabbisogno giornaliero e le altre eventuali perdite, ricordandosi di infondere calcio e magnesio se questi sono bassi.

### Terapia antisecretiva gastrica
Gli inibitori di pompa protonica o gli anti H2, come la ranitidina, vanno somministrati solo se c'è una patologia peptica in atto o per prevenire le ulcere da stress. Il sondino naso-gastrico va posizionato in caso di ileo paralitico (tipico soprattutto dei primi giorni di ricovero), nausea e vomito intrattabili e gastrectasia.

### Terapia nutrizionale
Le forme lievi non necessitano di supporto nutrizionale. Di solito è sufficiente un digiuno di 4-6 giorni per dare tempo al pancreas di riprendersi. Nelle forme gravi invece si può usare un approccio parenterale totale (somministrazione di nutrienti per via endovenosa, col vantaggio di non far affaticare la ghiandola), uno enterale distale (uso un sondino naso-digiunale per somministrare sostanze direttamente nell'intestino, a valle del legamento di Treitz per evitare di stimolare la secrezione pancreatica), oppure un approccio misto fra i due. Ogni centro ospedaliero ha una sua metodica ma è bene cercare di nutrire, almeno parzialmente, il paziente per via enterale il prima possibile per mantenere il trofismo della mucosa intestinale ed evitare che i batteri ivi presenti possano traslocare nella zona colpita dalla patologia, aumentando il rischio infettivo e per evitare i rischi dovuti al catetere in vena: come infezioni e trombosi dello stesso o lo pneumotorace.
L'alimentazione nelle forme lievi può essere ripresa appena c'è appetito e assenza di sintomatologia. Nelle forme gravi invece è opportuno attendere alcune settimane. Per iniziare è bene usare una dieta liquida (100-300 ml ogni 4 ore per le prime 24 ore) e poi passare a cibi cremosi e quindi solidi. Nel far ciò iniziare bassi e aumentare progressivamente i lipidi.

### Prevenzione delle infezioni
Gli agenti eziologici più implicati nelle complicanze infettive (più spesso monomicrobiche) della pancreatite acuta sono:
- pseudomonas
- klebsiella
- enterococchi
- a volte anche funghi e batteri gram positivi.

L'uso degli antibiotici in via profilattica è ancora oggi oggetto di discussione fra gli specialisti (le linee guida inglesi raccomandano di non somministrare in ogni caso per più di 15 giorni), mentre è ovviamente raccomandato in caso di sospetta o conclamata complicanza infettiva.
Gli antibiotici che meglio penetrano nel pancreas sono:
- imipenem
- cefalosporine di 3º generazione
- fluorochinoloni

Aminoglicosidi, penicilline e cefalosporine di prima generazione penetrano poco e di conseguenza sono utilizzati come seconda linea di difesa.
La durata della terapia deve essere di almeno 7-10 giorni per evitare la formazione di organismi resistenti. Se la situazione non migliora è bene anche pensare all'alternativa chirurgica.

### Terapia antiproteasica e con octreotide
Il gabesato mesilato è un inibitore delle proteasi pancreatiche, che sono il principale agente di danno nella pancreatite acuta. Si usa solo in pazienti molto selezionati e gravi, ad alto rischio di complicanze, in quanto non ha mostrato benefici significativi.
L'octreotide, peptide analogo della somatostatina, è stato proposto per la prevenzione della pancreatite post-ERCP in quanto sembra limitare la secrezione pancreatica, soprattutto in caso di pseudocisti che tendono ad aumentare di volume.

### ERCP
Va sempre fatta nei casi di pancreatite in cui si sospetta un'eziologia ostruttiva da calcolosi del coledoco ed è utile farla entro 24 ore dal ricovero associata alla sfinterotomia dell'Oddi per evitare che si possa instaurare una colangite con sepsi biliare, magari posizionando anche uno stent per mantenere pervio il dotto dopo la pulizia.

## Prognosi
Le pancreatiti acute sono mortali nel 15% dei casi. Il dato statistico medio è poco indicativo, poiché la mortalità è molto diversa nei diversi tipi di pancreatite acuta.
Nella forma edematosa i casi di morte sono meno del 2%, e sono tutti conseguenze dello shock ipovolemico che può insorgere nelle primissime fasi della malattia, che può essere dovuto a liberazione massiccia di istamina come reazione sistemica. Sono autolimitanti nell'80% dei casi e nel giro di 7-15 giorni si può avere remissione.
Invece i casi di pancreatite necrotico-emorragica hanno una mortalità superiore al 30-40% dei casi e si distinguono per gravità a seconda della porzione di ghiandola colpita da necrosi. Quando le cellule pancreatiche muoiono si liberano enzimi che possono danneggiare altri organi e provocare crisi sistemiche, e provocare anche gravi danni nella parete addominale. Contano per la prognosi gli indici di gravità al ricovero (età, globuli bianchi, glicemia, LDH, AST) e gli indici di gravità dopo 48h (anemia, oliguria e insufficienza renale, calcemia, ipossiemia, acidosi metabolica, ascite) mortalità 60% se sono positivi 6 o più indici infausti.